# Sexy Cat
Sexy Cat es una película española del género de intriga y terror, estrenada en 1972 y dirigida por Julio Pérez Tabernero en su debut como director. Está protagonizada por Germán Cobos, Dyanik Zurakowska, Lone Fleming, María Villa y Mariano Vidal Molina, entre otros.
Se trata de una película cercana al giallo italiano, con sus elementos de policíaco, intriga y misterio, cultura pop y cómic, asesinatos en serie y escenas de corte erótico.

## Sinopsis
Martin Grandi (Fabián Conde), un dibujante alcohólico y arruinado, asegura ser el verdadero creador de la historieta que está de moda “Sexy Cat”, protagonizada por una antiheroína y bella asesina que mata de formas muy originales. Según Grandi, un compañero suyo le robó las planchas originales de los dibujos, por lo tanto no puede demostrar ser su legítimo creador. Para ello contrata los servicios del detective Mike Cash (Germán cobos), que pronto se verá envuelto en una serie de crueles asesinatos de una persona disfrazada como el personaje de Sexy Cat y que se inspira en esas historietas para sus crímenes. 

## Reparto
| Intérprete (en créditos)               | Personaje                                             |
| -------------------------------------- | ----------------------------------------------------- |
| Germán Cobos                           | Mike Cash                                             |
| Dyanik Zurakowska (Dianik Zurakowska)  | Martha Oneraz                                         |
| Lone Fleming                           | Liz                                                   |
| María Villa                            | Sugar Lane                                            |
| Mariano Vidal Molina (Vidal Molina)    | Teniente Cole                                         |
| Beni Deus                              | Paul Karpis                                           |
| Fabián Conde                           | Martin Grandi                                         |
| Gloria Osuna                           | Carla Glove                                           |
| Monika Kolpek (Monica Kolpec)          | Velda                                                 |
| Lourdes Albert                         | Diana Sheen, madre de Malcom                          |
| Isabel García Oribiyi (Isabel Oribiyi) | Gay Cristal                                           |
| Brenda Bassett                         |                                                       |
| Marqués del Toro                       | Doctor Prentis                                        |
| Manuel de Benito                       |                                                       |
| Tomás Torres                           |                                                       |
| Antonio Orengo                         |                                                       |
| Pablo Hoyos (Pablo Hoyo)               |                                                       |
| Luis Agudín                            |                                                       |
| Emilio Laguna                          | Testigo                                               |
| Julio Pérez Tabernero (sin acreditar)  | Cameos: policía y miembro de la grabación de la serie |

## Curiosidades
- El arte de las imágenes de cómic que ilustran los créditos iniciales es muy del estilo del popular artista pop Roy Lichtenstein.
- La película adapta la novela pulp "¿Quién era Cat?" de Curtis Garland [Juan Gallardo Muñoz][4]
- El título de la película era el primer título pensado para la novela pero se tuvo que modificar por la censura.[4]
- Se aprecia cierta influencia estética y en la trama del fumetti italiano, los cómics de Diabolik y su adaptación cinematográfica: Diabolik (1968) de Mario Bava.